# Egzekucja państwowa
Egzekucja państwowa (Reichsexekution). W Pierwszej Rzeszy określenie militarnych środków podejmowanych w celu wprowadzenia w życie postanowień Reichstagu lub cesarza. Ponieważ cesarz nie dysponował wystarczającymi siłami, egzekucję zlecano jednemu lub kilku książętom Rzeszy.
W okresie Drugiej Rzeszy i Republiki Weimarskiej rozumiano pod tym pojęciem środki przymusu określone w konstytucji, stosowane przeciwko poszczególnym krajom związkowym w celu zachowania jedności państwa. W konstytucji Rzeszy środki te były określone w art. 19 konstytucji, natomiast w Republice Weimarskiej - w art. 48.
Egzekucja państwowa odpowiada pojęciu egzekucji związkowej w konstytucji Związku Niemieckiego i pojęciu przymusu federalnego w ustawie zasadniczej Republiki Federalnej Niemiec.